# Alessandro Dordi
Alessandro Dordi, né le 23 janvier 1931 à Gromo San Marino (it), frazione de la commune de Gandellino et mort le 25 août 1991 près de Chimbote, est un prêtre et missionnaire catholique italien au Pérou, mort en « martyr de la foi ». Il est reconnu comme bienheureux par l'Église catholique et commémoré le 25 août.

## Biographie
Alessandro Dordi naît à Gandellino, près de Bergame, en Lombardie. Après son ordination sacerdotale, il sert comme prêtre diocésain.
Par la suite, il administre la pastorale des migrants italiens en Suisse. Préoccupé par la situation de la classe ouvrière et de ses enjeux sociaux, il s'engage comme prêtre ouvrier.
Membre de l'organisation missionnaire Fidei donum, Don Dordi est envoyé au Pérou et fixé dans la paroisse de Santa, dans la région de Chimbote. Il s'engage particulièrement dans le domaine agricole, lançant des programmes de développement rural. Malgré la pression terroriste qui sévit, il continue activement son action pastorale et est considéré comme une menace par l'organisation Sentier lumineux. Après l'assassinat de deux missionnaires franciscains conventuels qu'il connaissait, Michal Tomaszek et Zbigniew Strzałkowski, Alessandro Dordi subit le même sort.
En effet, le 25 août 1991, alors qu'il revient d'un village où il a baptisé des enfants, il est pris dans une embuscade et abattu, en « haine de la foi ».

## Béatification

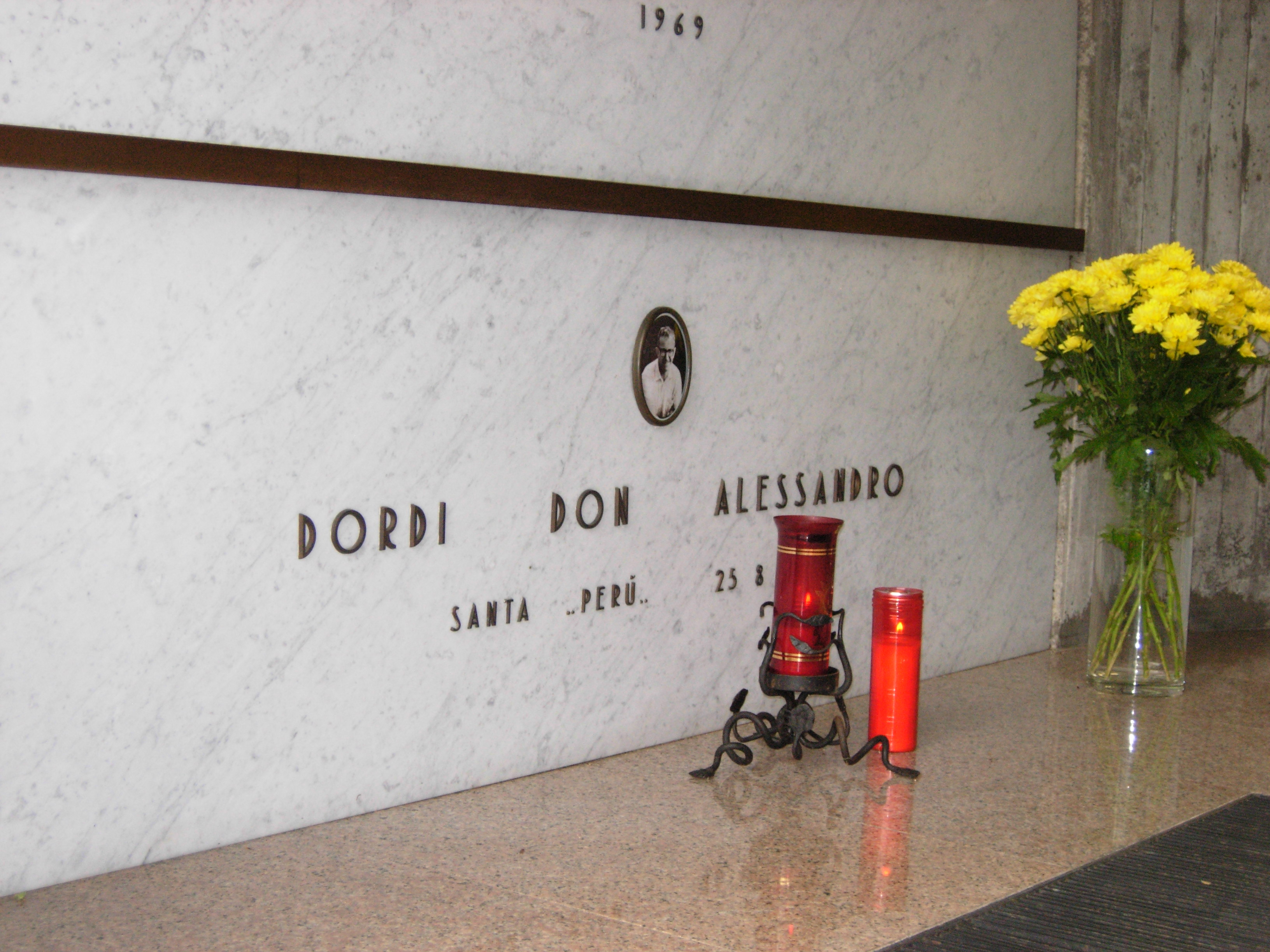
Tombe dans le cimetière de Gromo San Marino.

Sa cause en béatification est ouverte en 1996 et le 3 février 2015, le pape François reconnaît Don Dordi comme martyr de la foi (assassiné in odium fidei) en signant le décret qui l'élève au rang de bienheureux.
La cérémonie de béatification des deux jeunes pères franciscains polonais et d'Alessandro Dordi a lieu le 5 décembre suivant au stade Manuel Rivera Sanchez de Chimbote, célébrée par le cardinal Angelo Amato, au nom du souverain pontife, en présence du président Ollanta Humala, du Premier ministre péruvien et des ambassadeurs de Pologne et d'Italie.